# Rockford Institute
Rockford Institute är en amerikansk paleokonservativ tankesmedja med högkvarter i Rockford i Illinois.
Tankesmedjan grundades 1976 av John A. Howard, rektor för Rockford College, som en reaktion mot politiska förändringar i USA på 1960-talet. Allan Carlson var ordförande fram till 1976, men lämnade tillsammans med John Howard för att bilda Howard Center for Family, Religion & Society, en dotterorganisation till Rockford institute.

## MagasinetChronicles
Rockford Institute ger månatligen ut magasinet Chronicles: A Magazine of American Culture (tidigare Chronicles of Culture). Magasinet förespråkar anti-globalism, anti-intervention, och anti-immigration som omfattas av konservativ politik. Den betraktas som en av de ledande paleokonservativa publikationerna, men har även publicerat skribenter som Erwin Knoll och Gore Vidal.
Chronicles grundades 1976, strax efter Rockford Institute tidigare samma år. Chronicles stöttade John Randolph Clubs aktiviteter, ett projekt hos Rockford Institute som stöttade dialog och allianser mellan paleokonservativa och paleolibertarianer. Den upplöstes sent 1990-tal.[källa behövs]

### Redaktörer
- Thomas Fleming 1985–2015
- Chilton Williamson, Jr. 2015–2019[2][3]

### Fotnoter
1. 1 2  Duin, Julia (10 december 1997). ”Rockford Institute chief leaves to form his own think tank”. Washington Times:  s. A.2.
2. ↑  "Chilton Williamson, Jr. Arkiverad 16 augusti 2019 hämtat från the Wayback Machine.", chroniclesmagazine.org. Retrieved 16 August 2019.
3. ↑  "Chilton Williamson, Jr.", crisismagazine.com. Retrieved 18 August 2019.